# NGC 5784
NGC 5784 (również PGC 53265 lub UGC 9592) – galaktyka soczewkowata (S0), znajdująca się w gwiazdozbiorze Wolarza. Odkrył ją 9 kwietnia 1787 roku William Herschel.